# Lampe frontale

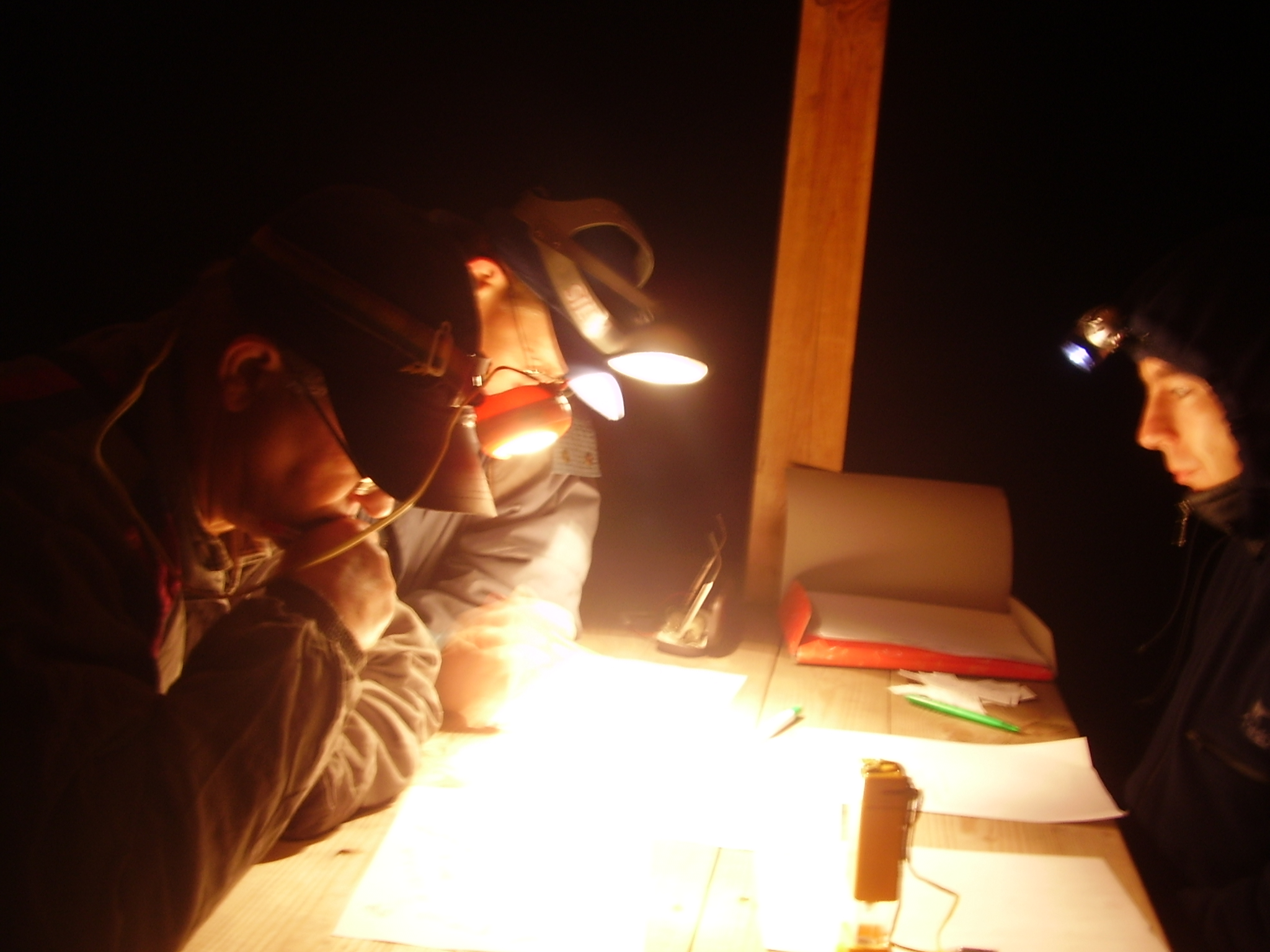
Les lampes frontales libèrent l'usage des mains.

Une lampe frontale est une source de lumière mobile semblable à une lampe de poche, qui se porte sur le devant de la tête ; cette position permet à son utilisateur de conserver les mains libres. Les lampes frontales ont d'abord été utilisées par les mineurs pour utiliser leurs outils plus aisément, avant d'être reconverties dans le domaine du loisir, et plus particulièrement de la spéléologie ou en randonnée.

## Concept

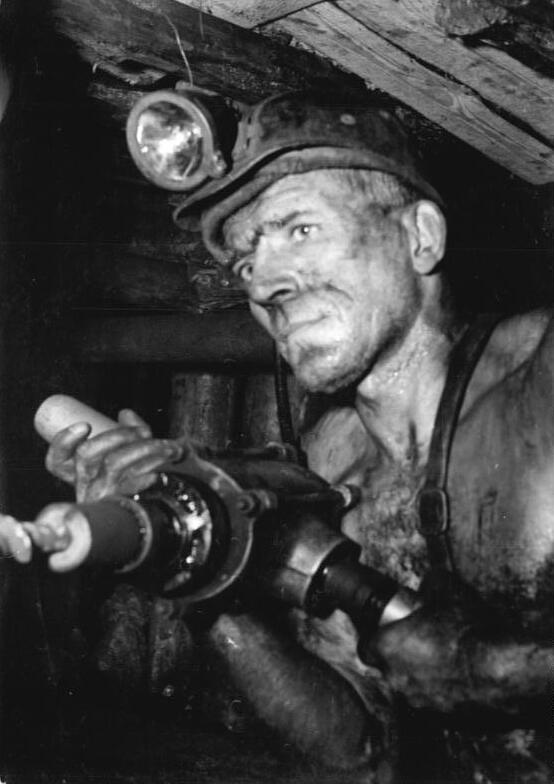
Lampe frontale intégrée au casque d'un mineur (1952).

La lampe est le plus souvent fixée avec un bandeau sur la tête. Il existe aussi des modèles destinés à être utilisés avec un casque de protection. Les lampes frontales ont un poids très différents selon les modèles, allant d'une vingtaine de grammes à plus de 200 grammes sans les batteries.
Dans les mines, les lampes sont intégrées au casque des travailleurs. Cela garantit une bonne fixation.
Le fait que la source de lumière soit fixée sur le front fournit à son utilisateur un éclairage toujours dans l'axe de son regard, sans manipulation ; cet atout se transforme cependant en problème lorsqu'il s'agit de dialoguer avec une personne, qui est alors éblouie.

### Source d'énergie
La plupart des modèles grand public sont alimentés par des piles électriques en format LR03, LR6 ou LR12. Ces piles sont placées dans un boitier rigide, souvent étanche pour éviter l'humidité, nocive aux appareils électriques ; ce boitier peut être placé dans la frontale, à l'arrière de la tête ou déporté, par exemple à la ceinture. Dans certains cas, la source d'énergie est un accumulateur. La capacité des accumulateurs des lampes frontales peut atteindre 4 000 mAh.
Il existe aussi quelques rares modèles alimentés par l'énergie solaire ou par dynamo,.

### Éléments photoémetteurs

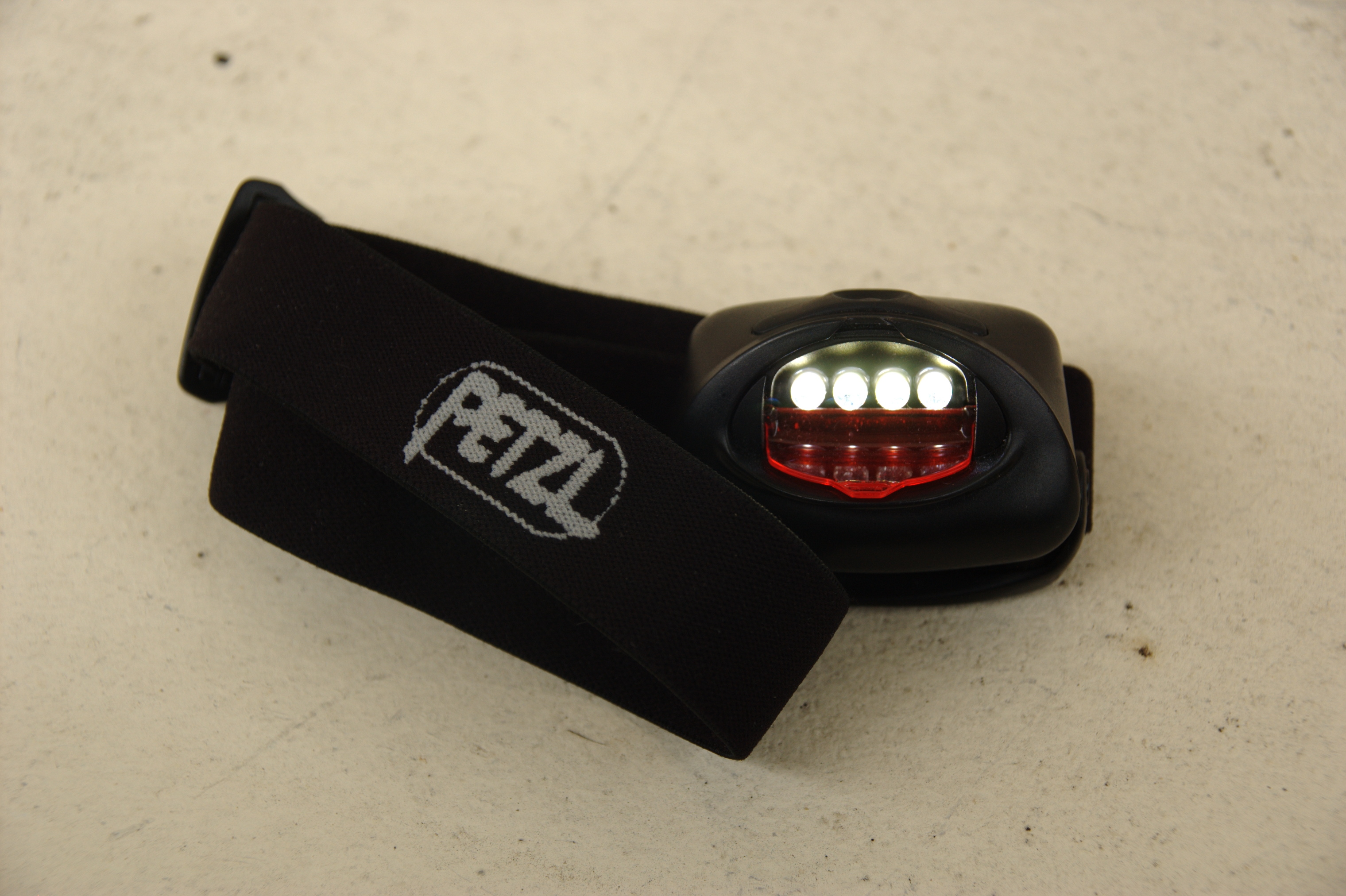
Lampe frontale avec LEDs et élastique.

Aujourd'hui, la grande majorité des lampes frontales éclairent par LED qui ont l'avantage de consommer très peu d'énergie. Il existe aussi, de manière très marginale, des lampes halogènes, au xénon ou au krypton, qui offrent un éclairage généralement plus puissant.

### Puissance
La puissance des lampes frontales, comme des lampes de poche et autres éclairages, est exprimée en lumens, ou en candelas. Les composants émettant la lumière (Led ou ampoule) affichent quant à eux leur puissance en watts.

### Prix
Les modèles les plus simples se vendent pour moins d'une dizaine d'euros, tandis que les lampes techniques utilisées pour les sports extrêmes peuvent dépasser 890 €.

## Historique

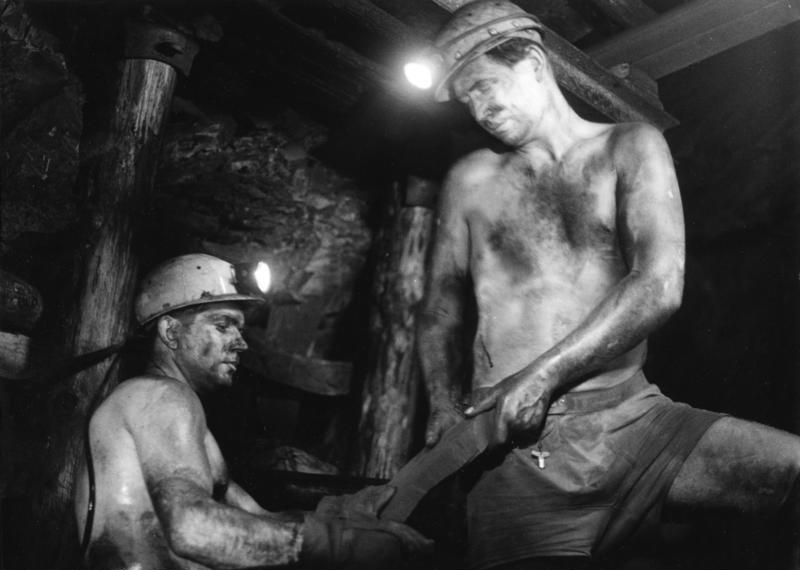
Mineurs allemands en 1961.

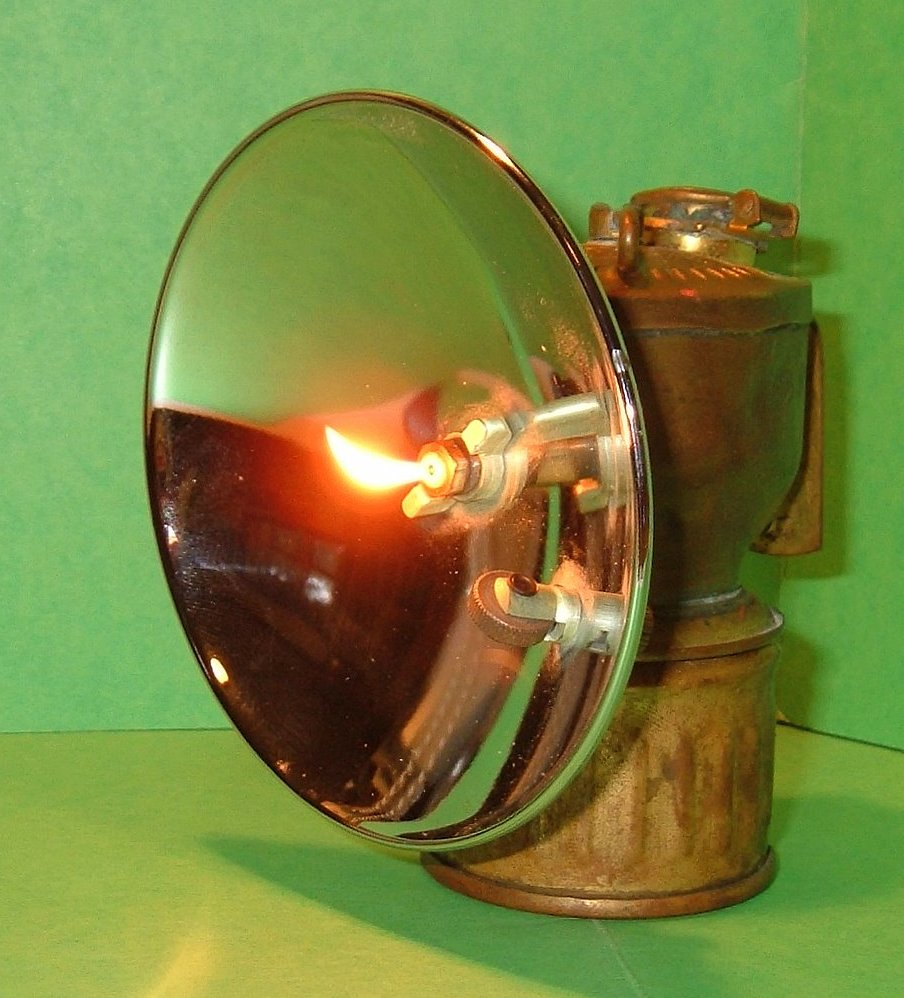
Lampe à acétylène.

Les lampes frontales ont trouvé leurs premières utilisations dans les mines de charbon. Elles étaient à l'époque utilisées par les mineurs pour s'éclairer tout en conservant les bras libres pour manipuler leurs outils, ce qui n'était que peu réalisable avec une lampe de mineur. Elles se résumaient à une chandelle accrochée à un casque de sécurité. Les chandelles ont laissé leur place au pétrole puis à l'essence avec tous les risques liés à ces matières.
L'utilisation des lampes frontales dans le monde du loisir a commencé avec la lampe à acétylène[réf. souhaitée]. Les lampes frontales sont devenues aujourd'hui indispensables dans le trail nocturne, les raids multisports et les courses d'orientation, disciplines nouvelles et très en vogue actuellement en France et à l'étranger.

## Domaines d'emploi
Ces sources lumineuses s'emploient dans les sports parmi lesquels la baisse de luminosité peut être importante. Elles sont le plus utilisées pour la spéléologie, qui nécessite à la fois un bon éclairage et des mains libres pour manipuler des mousquetons et du cordage. On utilise parfois les lampes frontales pour des courses en montagne qui commencent de nuit, et des randonnées lorsqu'elle se finissent tardivement, ou volontairement nocturnes.
Le domaine militaire utilise également ces dispositifs pour pouvoir manipuler aisément arme, gamelle ou carte. Les mineurs utilisent encore ces lampes.

## Constructeurs
En France, le principal constructeur est Petzl qui vend sur tous les segments de marché. Décathlon, avec sa marque Géonaute produit et vend du matériel d'entrée de gamme et milieu de gamme. De nouveaux constructeurs sont arrivés depuis 2019, comme la marque Halolight™ spécialisée dans les équipements LED de manière plus générale. De nos jours, toutes ces lampes utilisent la technologie LED.